# Forza Italia (programma televisivo)
Forza Italia è stato un programma televisivo italiano andato in onda sulla syndication nazionale Odeon TV per tre edizioni, dal 1987 al 1990, inizialmente nella prima serata del venerdì e dopo qualche mese posticipato in seconda serata. La prima puntata è stata trasmessa venerdì 11 settembre 1987, cinque giorni dopo l'esordio nell'etere dell'emittente.
Il programma era condotto da Walter Zenga e Roberta Termali insieme a Fabio Fazio, affiancati da un'ancora esordiente Cristina Parodi, Maurizio Mosca, Rosanna Marani e Cristina Goser. La regia era affidata a Giancarlo Nicotra.

## Storia
La trasmissione, che poteva contare sulla conduzione di un calciatore in attività (affiancato dalla moglie Roberta Termali, Fabio Fazio e Cristina Parodi), trattava le principali tematiche sportive con un occhio di riguardo verso le giornate di Serie A di calcio che si sarebbero disputate poche ore dopo il programma, che inaugurava il weekend di Odeon TV essendo collocato nella prima serata del venerdì. Grande spazio era riservato a inchieste giornalistiche e indagini Doxa incentrate su temi d'attualità.
I temi trattati durante ciascuna puntata erano commentati da Maurizio Mosca, opinionista della trasmissione, che inaugurò così un fortunato periodo della sua carriera televisiva proseguito poi negli anni novanta sulle reti Fininvest. Inviato del programma era Tonino Carino. All'interno del programma era presente il concorso "Il sogno degli italiani, vinci una Ferrari", attraverso il quale ogni settimana un telespettatore vinceva una Opel Corsa mentre, al termine dell'edizione, il più fortunato aveva l'opportunità di vincere una Ferrari Testarossa.
Durante la pausa tra un campionato e l'altro andava in onda un'edizione estiva della trasmissione, composta prevalentemente di interviste ai protagonisti del calcio italiano.
Il programma è stato sospeso nel 1990, dopo tre stagioni, a causa delle difficoltà economiche del circuito che lo ospitava.
La sigla della trasmissione, registrata in presa diretta nella serata del giovedì, era interpretata da Toto Cutugno, su vignette disegnate da Giorgio Forattini.

## Produzione
Il programma veniva registrato il giovedì pomeriggio e, per esigenze di regia, in blocchi separati, senza continuità. Avveniva, infatti, che venisse girato prima il finale del programma, poi la parte centrale, e solo al termine della giornata di registrazione la sigla iniziale con la presentazione degli ospiti.
Successivamente, dopo il montaggio, venivano fatte più copie della puntata per essere spedite a tutte le televisioni regionali aderenti al circuito Odeon tv e trasmesse in contemporanea su tutto il territorio nazionale il venerdì in seconda serata.
La produzione era affidata alla società Idea 82 Srl con sede a Milano in Viale Regina Giovanna 35, mentre le registrazioni del programma erano effettuate presso gli studi collocati al piano - 4 del C.T.C. di Milano, in Viale Legioni Romane 43 (le prime due edizioni allo studio B, di piccole dimensioni, mentre l'ultima nel grande Studio A).

## Successo e accoglienza
La trasmissione è nata in contemporanea con il circuito Odeon TV sul quale andava in onda, diventandone un programma simbolo delle prime stagioni, ottenendo un ottimo riscontro da parte della critica. In particolar modo, nell'estate 1989 si parlò di una possibile migrazione della trasmissione su Italia 1, che compariva nei palinsesti pubblicitari della rete Fininvest. La smentita arrivò immediatamente da parte del direttore di rete di Odeon, Paolo Spadaccini, che decise di mantenere la trasmissione nei suoi palinsesti e rinnovare il contratto al produttore del programma Carlo Tumbarello (che aveva comunque preso degli accordi di massima con l'azienda di Cologno Monzese) per non perdere una trasmissione che garantiva una forte identità alla rete. La diatriba sfociò in una battaglia legale tra Odeon TV e Fininvest.
In quegli anni era infatti nota la rivalità tra la nascente Odeon TV e le reti Fininvest, che contrastarono la realtà esordiente con la syndication Italia 7, nell'orbita del "Biscione", entrando in concorrenza diretta. Nell'agosto 1989, Italia 1 portò comunque all'esordio una trasmissione d'intrattenimento legata al calcio intitolata Calciomania, nel cui cast figuravano due personaggi acquisiti dal programma di Tumbarello, ovvero Cristina Parodi e Maurizio Mosca.